# Si Vuelvo A Nacer
Si Vuelvo a Nacer (estilizado como BIA - Si vuelvo a nacer (Music from the TV Series)) é o segundo álbum da série argentina BIA. O álbum foi lançado no dia 08 de novembro de 2019. Disponível nas plataformas de streaming e em lojas digitais, o álbum conta com 12 canções das quais três são inéditas e duas são regravações de músicas já conhecidas pela audiência.

## Faixas
| N.º | Título                                                                 | Compositor(es)                                                                      | Duração |  |
| 1.  | "Ven y te digo quién soy" (Isabela Souza)                              | Anahí García Cascabelo, Emilio Olivero e Fernando Vila                              | 2ː27    |  |
| 2.  | "La última parada" (Julio Peña)                                        | Pedro Kratch                                                                        | 2:02    |  |
| 3.  | "Voy por más" (Guido Messina)                                          | Henry Villalobos e Alex Roitman                                                     | 2:53    |  |
| 4.  | "'Junto a tí" (Micaela Diaz & Alan Madanes)                            | Federico Vilas e Mauro Franceschini                                                 | 2:32    |  |
| 5.  | "Cuando me besas" (Jandino)                                            | José Andrés Chiluiza Calderon                                                       | 2:54    |  |
| 6.  | "Hasta el final" (Isabela Souza, Agustina Palma & Giulia Guerrini)     | Alejandro Vergara, Martín Lohrengel, Pablo Correa e Sebastian Mellino               | 2:47    |  |
| 7.  | "Esto" (Gabriella Di Grecco & Fernando Dente)                          | Eduardo Frigerio, Federico San Millán e Maria Florencia Ciarlo                      | 2:12    |  |
| 8.  | "Fuerza interior" (Julia Argüelles)                                    | Antonela Marcello, Ariela Paola Lafuente, Pablo Correa e Sebastián Mellino          | 3:18    |  |
| 9.  | "Te vengo a pedir perdón" (Jandino)                                    | Alejandro Borrero e José Andrés Chiluiza Calderon                                   | 3:13    |  |
| 10. | "Cómo me ves" (Andrea De Alba & Rodrigo Rumi)                          | Federico Agustin Vilas e Mauro Bruno Franceschini Campo                             | 1:50    |  |
| 11. | "Lo mejor comienza (En Español)" (Isabela Souza)                       | Eduardo Emilio Frigerio, Federico San Millán, Daniela Lapadula e José María Lassaga | 3:20    |  |
| 12. | "Si vuelvo a nacer (En Español)" (Isabela Souza & Gabriella Di Grecco) | Adoniran Santos Aponte, Fabián Farhat e Fernando Salim                              | 3:23    |  |

## Videoclipes
| Música                   | Intérprete(s) | Lançamento              |
| 1ª Temporada             | 1ª Temporada | 1ª Temporada            |
| ------------------------ | --- | ----------------------- |
| Cuando me besas          | • Jandino | 22 de fevereiro de 2019 |
| Te vengo a pedir perdón  | • Jandino | 2 de maio de 2019       |
| Voy por más              | • Guido Messina | 23 de maio de 2019      |
| Si vuelvo a nacer        | • Isabela Souza • Gabriella Di Grecco                                                                                                   | 27 de junho de 2019     |
| Si vuelvo a nacer        | • Isabela Souza • Gabriella Di Grecco                                                                                                   | 28 de junho de 2019     |
| Cómo me ves              | • Andrea De Alba • Rodrigo Rumi | 04 de julho de 2019     |
| Si vuelvo a nacer        | • Isabela Souza | • 09 de julho de 2019   |
| Si Vuelvo a nacer        | • Isabela Souza •Gabriella Di Grecco | 18 de julho de 2019     |
| La última parada ft. MYA | • Julio Peña • MYA | 01 de agosto de 2019    |
| Si vuelvo a nacer        | • Isabela Souza | 16 de agosto de 2019    |
| Si vuelvo a nacer        | • Instrumental | 02 de setembro de 2019  |
| Junto a tí               | • Micaela Diaz • Alan Madanes | 20 de setembro de 2019  |
| Esto                     | • Gabriella Di Grecco • Fernando Dente                                                                                                  | 27 de setembro de 2019  |
| Si vuelvo a nacer        | • Instrumental | 17 de outubro de 2019   |
| Lo mejor comienza        | • Isabela Souza • Julio Peña • Agustina Palma • Giulia Guerrini • Rhener Freitas • Jandino • Micaela Diaz • Alan Madanes • Luis Giraldo | 01 de novembro de 2019  |
| Lo mejor comienza        | • Isabela Souza • Agustina Palma • Giulia Guerrini • Micaela Diaz • Alan Madanes • Daniela Trujillo                                     | 07 de novembro de 2019  |
| Hasta el final           | • Isabela Souza • Agustina Palma • Giulia Guerrini                                                                                      | 07 de novembro de 2019  |
| La última parada         | • Julio Peña | 29 de novembro de 2019  |
| 2ª Temporada             | |                         |
| Fuerza interior          | • Julia Argüelles | 26 de março de 2020     |
| Lo mejor comienza        | • Andrea de Alba • Jandino | 09 de julho de 2020     |